# Aubert (Familie)
Die Familie Aubert war die Familie des Papstes Innozenz VI., die zu dessen Regierungszeit (1352–1362) zahlreiche Bistümer in Frankreich innehatte. Mit dem Tod des Papstes schwand die Bedeutung seiner Verwandten dann rasch.
Die Aubert waren selbst nicht adlig, bewegten sich aber in der Umgebung des niederen Adels von Pompadour im Limousin. Bereits um 1220 treten sie als Förderer der Chartreuse de Glandier auf.

## Stammliste
1. Étienne Aubert, † nach 1273
  1. Adémar Aubert
    1. Étienne Aubert, Papst Innozenz VI., † 12. September 1362 in Avignon, 1338 Bischof von Noyon, 1340 Bischof von Clermont, 1342 Kardinal, 1352 Kardinalbischof von Ostia, 18. Dezember 1352 Papst
    2. Guy Aubert, † nach 1338; ⚭ Marguerite de Livron
      1. Audoin Aubert, † 9. Mai 1363, 1349 Bischof von Paris, 1350 Bischof von Auxerre, 1353 Kardinal, 1354 Bischof von Maguelonne, 1361 Kardinalbischof von Ostia, organisierte in Toulouse das Collège de Saint-Martial, gründete das Collège de Maguelonne
      2. Arnaud Aubert, † 11. Juni 1371, Jurist, 1354 Bischof von Agde, 1354 Bischof von Carcassonne, 1357 Erzbischof von Auch, 1357 päpstlicher Kämmerer, Reformator der päpstlichen Finanzverwaltung und des Kirchenstaates, 1362 und 1366/67 Generalvikar von Avignon

    3. Gautier Aubert; ⚭ Jeanne d‘Assac
      1. Guillaume Aubert, Chevalier, Seigneur de Mourat et de Monteil-le-Dejelat, erwirbt 1352 Châtellenie und Château de Bré (Gemeinde Coussac-Bonneval bei Lubersac); ⚭ vor 18. Februar 1356 Ysabelle de Rochechouart, † um 1403, Tochter von Jean I. Vicomte de Rochechouart, Seigneur de Tonnay-Charente (Haus Rochechouart), und Jeanne de Sully
        1. Étienne Aubert, † 1396, Chevalier, ⚭ Marie de Chaslus, Tochter von Robert de Chaslus, Seigneur d’Entraigues, und Louise d’Auvergne
          1. Gilbert Aubert, Chevalier; ⚭ Catherine de Chazeron, Tochter von Oudard de Chazeron, Seigneur de Châtel-Guyon, und Marguerite de Besse (keine Nachkommen)
          2. Catherine Aubert, Dame de Montel de Gelas; ⚭ Randon de Joyeuse, Gouverneur der Dauphiné, † nach 1424 (Nachkommen)

      2. Étienne Aubert, † 29. Juni 1369, Professor für Zivilrecht, päpstlicher Notar, Berater des Königs Karl V., 1361 Bischof von Carcassonne und Kardinaldiakon
      3. Hugues Aubert, † 1379, 1354 Bischof von Albi

    4. Valérie (Agnès) Aubert; ⚭ Ètienne Pierre de Monteruc (Nachkommen)